# Cobitis bilineata
Cobitis bilineata é uma espécie de peixe actinopterígeo da família Cobitidae.
Pode ser encontrada nos seguintes países: Itália, Eslovénia e Suíça.
Os seus habitats naturais são: rios intermitentes e marismas de água doce.
Esta espécie está ameaçada por perda de habitat.